# Parornix loricata
Parornix loricata är en fjärilsart som beskrevs av Paolo Triberti 1998. Parornix loricata ingår i släktet Parornix och familjen styltmalar.
Artens utbredningsområde är Italien. Inga underarter finns listade i Catalogue of Life.